# Marisol Prado
Rossana Marisol Prado Villegas (sinh tại Santiago vào ngày 5 tháng 4 năm 1968), là một bác sĩ, nhà tâm thần học và học giả người Chile người đã trở thành người phụ nữ đầu tiên giữ chức chủ tịch của University of Chile Student Federation (viết tắt FECH), ngôi trường được thành lập vào năm 1906; which was founded in 1906; cô là người phụ nữ đầu tiên và duy nhất cho đến khi Camila Vallejo đảm nhiệm chức vụ này vào tháng 8 năm 2010, tiếp theo là Scarlett Mac-Ginty vào tháng 11 năm 2011.

## Tiểu sử
Prado học y tại Đại học Chile gia nhập Thanh niên Cộng sản Chile vào năm 1995. Cô phục vụ với tư cách truyền thông và Tổng thư ký của FECH trong nhiệm kỳ của Rodrigo Roco, và được bầu làm chủ tịch FECH với khoảng 40% số phiếu trong năm 1997. Trong suốt nhiệm kỳ và sự ủy trị của cô với tư cách là một nhà lãnh đạo sinh viên quan trọng, Chile đã trải qua một trong những cuộc huy động sinh viên đại chúng quan trọng nhất của những năm 1990. Những điều này là nhằm đáp lại công cuộc tư nhân hóa giáo dục đại học, thứ bắt đầu hình thành vào tháng 3 năm 1990 với Ley Orgánica Constitucional de Enseñanza (Luật hiến pháp hữu cơ về giảng dạy) - luật hiến pháp cuối cùng được ban hành bởi Augusto Pinochet với tư cách là người đứng đầu quốc gia.